# Electris
Electris  è una caratteristica di albedo della superficie di Marte.